# Шейкін Сергій Євгенович
Шейкін Сергій Євгенович (нар. 24.12.1949,  м. Бердянськ) — український науковець в галузі механічної обробки металів та зміцнюючих технологій, доктор технічних наук, з 2013 року зав. відділом формування прецизійних елементів складнопрофільних виробів  Інституту надтвердих матеріалів ім. В. М. Бакуля Національної Академії Наук України. 

## Освіта
У 1972 р. Шейкін С.Є. отримав диплом інженера-механіка за спеціальністю «Технологія машинобудування, металорізальні верстати та інструменти» Кіровоградського інституту сільськогосподарського машинобудування (в теперішній час - Центральноукраїнський національний технічний університет).
У 1984 р. він закінчив аспірантуру Інституту надтвердих матеріалів ім. В. М. Бакуля НАН України за спеціальністю «Процеси механічної та  фізико-хімічної обробки; верстати та інструмент». 
У 1988 р. під керівництвом проф. Розенберга О.М.,  Шейкін С.Є  виконав роботу «Підвищення ефективності деформуючого протягування використанням зносостійких покрить», та  захистив дисертацію на звання кандидата технічних наук. 
У 2008 р. в НТУ України «Київський політехнічний інститут» захистив докторську дисертацію «Наукові основи технологічного управління мікрорельєфом поверхні та зміцненням  поверхневого шару при деформуючому протягуванні» за  спеціальністю "05.02.08: технологія машинобудування".

## Наукова, викладацька та виробнича діяльність
З 1984 р.  по даний час Шейкін С.Є працює в Інституті надтвердих матеріалів: інженером, молодшим науковим співробітником, науковим співробітником, старшим науковим співробітником, з 2009 р - провідним науковим співробітником, з 2013 р. - завідувачем відділу «Формування прецизійних елементів складнопрофільних виробів». 
У 1972 - 1981 рр. працював на Київському заводі ім. Лепсе, в СКТБ Інституту механіки АН УРСР, в Українському філіалі НІАТ;
У 1981- 1984 рр. - аспірант Інституту надтвердих матеріалів, 
У 2010 - 2011 рр. - професор кафедри «Кафедра технології та обладнання машинобудівних виробництв»  Черкаського державного технологічного університету.
У 2014 –2016 рр. - Голова ДЕК на кафедрі «Технології машинобудування»  НТТУ «КПІ» МОН України.
У  2022 р. Шейкіну С.Є.  присвоєно вчене звання  професора.

## Напрямки досліджень
Станом на 2010-ті роки, д.т.н. Шейкін С.Є.  очолює групу науковців, що займається дослідженнями механіки енерго- і ресурсозберігаючих процесів холодного пластичного деформування (ХПД) металів і сплавів, розробкою інструментів для реалізації цих процесів; вивченням оброблюваності титанових сплавів прецизійними методами формоутворення; створенням антифрикційних пар тертя ендопротезів суглобів людини на основі використання чистого титану; розробкою технологій виготовлення деталей медичних пар тертя. 
Наукові результати:
- встановлено основні закономірності формування поверхневого шару деталей, оброблених деформуючим протягуванням;
- розроблено прецизійну технологію виготовлення сферичних головок ендопротезів кульшового суглоба;
- проведені триботехнічні дослідження пар тертя «метал / хірулен».
- впроваджено ряд високоефективних енерго- і ресурсозберігаючих технологічних процесів у виробництво гідроциліндрів, штоків, спеціальних виробів.

Д.т.н. , с.н.с. Шейкін С.Є  є співавтором монографій, винахідником, співавтором більше 16 європейських та українських патентів, та більше ніж 154 наукових праць, опублікованих в рецензованих журналах, що індексуються провідними базами публікацій, та є автором матеріалів міжнародних і українських наукових конференцій.

## Визнання
Шейкін С.Є  удостоєний премії НАН України ім. В.І. Трефілова за серію наукових праць «Високофункціональні матеріали і технології їх застосування в ендопротезах суглобів людини» (2015 р.)

## Публікації
1. Твердосплавные инструменты в процессах механической обработки  / Под ред. Н. В. Новикова и С. А. Клименко. К.: ИСМ им. В. Н. Бакуля, 2015.–368 с. (Шейкин С. Е. – среди авторов).
2. Цеханов Ю. А., Шейкин С. Е. Механика формообразования заготовок при деформирующем протягивании/Воронеж. гос. технол. акад. – Воронеж, 2001. – 201 с.
3. Grushko A. V., Contact Pressure in Hip Endoprostethic Swivel Joints / Grushko A. V., Sheykin S. Ye., Rostotskiy I. Yu. //Journal of Friction and Wear, 2012, vol. 33, No. 2, pp. 124-129.
4. [Архівовано 14 березня 2018 у Wayback Machine.] Инструмент для прецизионной алмазной обработки сферических головок эндопротезов из чистого титана / Пащенко Е.А., Шейкин С. Е., Ефросинин Д. В., Черненко А. Н., Милоцкий Р.В. // Сверхтвердые материалы №3 (203) 2013, с. 59-71.
5. Упрочнение поверхностного слоя полносферических деталей при накатывании плоским инструментом / Цеханов Ю.А., Шейкин С. Е., Карих Д.В., Сергач Д.А. // Физика и техника высоких давлений, Том 23, №4 м. Донецьк, 2013. [Архівовано 14 березня 2018 у Wayback Machine.]
6. Про працездатність шарнірного зчленування ендопротезів, які вміщують титановий та хіруленовий компоненти / Шейкін С. Є., Бондар В.К., Грушко О.В., Сергач Д.А. // «Ортопедия, травматология и протезирование» 04/2013 м. Харків.
7. Поверхневе зміцнення виробів складної форми з використанням комплексних схем деформації / Фірстов С.О., Подрезов Ю.М., Шейкін С.Є. та ін. // Журнал «Електронна мікроскопія і міцність матеріалів» – м. Київ, № 19, 2013р. с. 7-14. [Архівовано 14 березня 2018 у Wayback Machine.]
8. Кореляційний аналіз взаємозв’язку між характеристиками поверхні захищеного паперу та оптичними характеристиками відбитків / Шейкін С.Є., Киричок Т.Ю., Клименко Т.Є., Талімонова Н.Л. // Технологія і техніка друкарства - 2016 - 34 (54). - С. 4-13 [Архівовано 14 березня 2018 у Wayback Machine.]
9. U-имплантаты отечественного производства при стенозе поясничного отдела позвоночного канала (разработка и клиническое применение) /  Педаченко Ю.Е. Шейкин С.Е. Марковский П.Е. Красиленко Е.П. // Український нейрохірургічний журнал, 2014, №2, с. 36 – 41. [Архівовано 25 березня 2020 у Wayback Machine.]
10. Process lubricant for deforming broaching of pieces made of titanium. Metallurgical and Mining Industry/ - Material scinces, 2014/2 р. 56-66 S.E. Sheikin, E.A. Paschenko, I.Yu. Rostotskiy, V.S. Gavrilova, V.T. Protsishin
11. The use of titanium in the friction units of artificial joints. Science and  innovation 2015, 11(3): 5—10 Sheykin , S.Ye., Pohreliuk, I.M., Iefrosinin , D.V., Rostotskiy , I.Yu., and Sergach D.A. [Архівовано 14 березня 2018 у Wayback Machine.]
12. On the effectiveness of commercially pure titanium–chirulen endoprosthetic friction pairs / I.M. Pohrelyuk, S. E. Sheykin,  A.G. Mamalis // Journal of Biological Physics and Chemistry 14 (2014) 11–17. [Архівовано 13 березня 2018 у Wayback Machine.]
13. Increasing of functionality of c.p. titanium/UHMWPE tribo-pairs by thermodiffusion nitriding of titanium component / I.M. Pohrelyuk, S.E. Sheykin, S.M. Dub and etc. // Biotribology Volume 7, September 2016, Pages 38–45.